# Матка (пролом)
Вижте пояснителната страница за други значения на Матка.
Матка (на македонска литературна норма: Матка) е пролом с дължина 18 km на река Треска в Република Македония.

## География
Простира се на около 5000 ha площ, на 17 km югозападно от Скопие. В пролома, изграден от варовикови скали, има десет пещери с дължина от 20 до 176 m и две карстови пропасти с дълбочина до 35 m.

## Флора и фауна
В пролома се срещат над 1000 растителни вида, от които около 20% са ендемити и реликти. Представители на терциерни реликти са Viola kosaninii и Ramonda nathaliae. На територията на пролома са открити нов вид паяк и пет вида скорпиони. Ендемичните видове са 77, а 18 са нови за науката.

## Културно-историческо наследство
В пролома Матка се намира спелеологичният парк наречен на трагично загиналият алпинист Йованица Гроздански. Състои се от три пещери и една подводна пещера.
Проломът Матка е известен и с името Света гора заради големият брой средновековни църкви и манастири – „Св. Андрей“, „Св. Богородица“, „Св. Никола Шишевски“, има останки от „Св. Неделя“ и новопостроените „Св. Йоан Златоуст“, „Св. Петка“, „Св. Троица“, „Св. Спас“.
В миналото за защита на църквите и манастирите в пролома е изградена крепостта Марков град.

## Галерия
- Снимки от пролома Матка